# Długi Wodospad
Długi Wodospad (słow. Dlhý vodopád) – jeden z czterech  Wodospadów Zimnej Wody w słowackich Tatrach Wysokich. Znajduje się na potoku Zimna Woda  w Dolinie Zimnej Wody. Położony jest na wysokości około 1150 m, najniżej ze wszystkich wodospadów w tej grupie. Znajduje się poniżej skrzyżowania dwóch szlaków turystycznych. Nie jest to jeden wodospad, lecz kaskada wielu niewielkich wodospadów w zwężonym skalnym korycie. Zimna Woda przerżnęła się tutaj przez ogromne moreny utworzone przez lodowce niegdyś wysuwające się daleko z Doliny Zimnej Wody na przedpole Tatr. Pozostałością po nich są m.in. wyżłobione w skałach marmity i diabelskie młyny. Wykonano pod nim pomost widokowy z ławkami.

## Szlaki turystyczne
Tatrzańska Leśna – rozdroże nad Długim Wodospadem – rozdroże przy Wielkim Wodospadzie
  Smokowieckie Siodełko (Hrebienok) – rozdroże nad Długim Wodospadem – rozdroże przy Wielkim Wodospadzie